# Les Réprouvés (film, 1936)
Pour plus de détails, voir Fiche technique et Distribution.
Les Réprouvés est un film français réalisé par Jacques Séverac, sorti en 1937.

## Fiche technique
- Titre : Les Réprouvés
- Réalisation : Jacques Séverac
- Scénario : Jacques Séverac, d'après le roman d'André Armandy
- Décors : Jean Laffitte
- Photographie : André Bac, Christian Matras, Amédée Morrin, Ernest Bourreaud
- Son : Bernard Dardaine
- Musique : Maurice Naggiar
- Lieux de tournage : Studios de la Victorine à Nice[1]
- Sociétés de production : Hadès Films
- Pays de production :  France
- Genre :  Drame
- Durée : 90 minutes
- Date de sortie : 
  - France : 19 février 1937
- Affiche : Roland Coudon (France)

## Distribution
- Jean Servais : Prieur
- Janine Crispin : Gloriette
- Pierre Mingand : lieutenant d'Armençon
- Alexandre Rignault : Faggianelli
- Raymond Cordy : Badar
- Gina Manès : la chanteuse
- Princesse Khandou : la princesse
- Pierre Magnier : le commandant
- Gaston Modot : le patron
- Yvonne Claudie : la girl
- Cosaert : Morin